# Bratrská lípa v Kunvaldu
Bratrská lípa v Kunvaldu je památný strom, který podle pověsti vyrostl ze tří polosuchých větviček, jimiž si českobratrští exulanti hrabali hrstky rodné půdy na památku při odchodu do exilu v roce 1547.

## Základní údaje
- název: Bratrská lípa v Kunvaldu
- výška: 32 m (1945)[2], 26 m[3], 29 m (1978)[4], 25,5 (1993)[4], 32 m (1996)[4], 32 m (2001)[5]
- obvod: 717 cm (1940)[6], 840 cm (1945)[2], 785 cm (1978)[4], 780 cm (1993)[3][4], 834 cm (1996)[4], 900 cm (2001)[5]
- věk: 450 let[3], 490 let (dle pověsti),[5] 478 let (aktuálně, podle tabulky)
- sanace: vyzdění, vybourání, ošetření a zakyrytí dutiny
- souřadnice: 50°7'48.72"N, 16°29'50.26"E

Lípa roste u silnice nedaleko domu č. 77 (Divíškův statek), při žluté turistické trase. Ve 30. letech byla na lípě umístěna červenobílá tabulka s nápisem:
| „ | Bratská lípa zasazena při rozloučení s vlastí 1547 | “ |

## Stav stromu a údržba
6. srpna 1930 se za bouřky zlomil jeden ze tří kmenů lípy, ale po čase dorostl a koruna získala zpět svoji pravidelnost. Ve 40. letech byla vybetonována dutina kmene, po letech došlo opět k odstranění vyzdívky (vyzdívání dutin je dnes považované za nevhodnou metodu, protože brání ventilaci dutiny, růstu adventivních kořenů a celkové regeneraci kmene). Stav stromu je dobrý, lípa je pravidelně ošetřována, úžlabí mezi kmeny a dutiny zakrývá šindel.

## Historie a pověsti
K lípě se vážou pověsti o odchodu českých bratří z vlasti roku 1547. Jedna z verzí vypráví o zasazení tří lip: za víru, lásku a naději, že se opět vrátí. Stromy posléze srostly v jeden. Roku 1930 padla Naděje, po letech ale opět dorostla a zesílila. Pověst je vyprávěna ale i jinak: Když čeští bratři odcházeli, nakázal stařec dětem, ať nahrabou trochu české půdy, s sebou na památku. Ze třech lipových větviček, kterými děti hrabaly, pak vyrostla současná lípa.
Sborník z přelomu 30. a 40. let 20. století uvádí: "…bývala dříve trojvrchá, jest téměř 40 m vysoká a objem přes 7 m". Traduje se, že z ulomené větve byly zhotoveny bohoslužebné nádoby. Ve skutečnosti bylo dřeva dost i na výrobu upomínkových předmětů, které bylo možné ve 30. letech 20. století zakoupit Na sboru. Vlastivědný popis Žambersko z roku 1933 uvádí obvod 7 metrů ve výšce 1 metru nad zemí.

## Další zajímavosti
Z odlomeného kmene nechali lidé z jednoty bratrské vyrobit kalich (se znakem beránka, vinnými listy a hrozny) a bohoslužebnou misku. Kalich byl k vidění v první polovině 30. let 20. století na výstavě bratrských památek v Žamberku. V roce 1996 a 1997 byly odebrány rouby a semena v rámci projektu Záchrana genofondu památných stromů. Lípě byl věnován prostor v televizním pořadu Paměť stromů (konkrétně v dílu č. 4: Stromy žijí s lidmi) a Živé srdce Evropy.
V roce 2022 byla Bratrská lípa nominována do ankety Strom roku, dostala se do finále jako strom č. 4 a skončila na 6. místě.

## Památné a významné stromy v okolí
- Lípy u svatého Jana (Kunvald, 3 stromy u pomníku, původně 4)
- Lípa u Záhorského potoka (Kunvald)
- Vejdova lípa (Pastviny)
- Tománkova lípa (Klášterec nad Orlicí, 7 km Z)